# 6 Horas de Shanghái 2012
Las 6 Horas de Shanghái 2012 fue un evento de carreras de autos de resistencia celebrado en el Circuito Internacional de Shanghái, Shanghái, China, del 26 de octubre al 28 de octubre de 2012, y fue la octava y última carrera del Campeonato Mundial de Resistencia FIA 2012. Alexander Wurz y Nicolas Lapierre de Toyota ganaron la carrera a bordo del Toyota TS030 Hybrid No.7.
André Lotterer, Benoît Tréluyer y Marcel Fässler  de Audi ganaron el Campeonato Mundial de Pilotos después de terminar la carrera en el tercer lugar.Larbre Compétition ganó el Trofeo LMGTE Am después de ganar en su clase.

## Clasificación
Los ganadores de las poles en cada clase están marcados en negrita.
| Pos | Clase     | Equipo                      | Piloto               | Tiempo   | Grilla |
| --- | --------- | --------------------------- | -------------------- | -------- | ------ |
| 1   | LMP1      | #7 Toyota Racing            | Alexander Wurz       | 1:48.273 | 1      |
| 2   | LMP1      | #2 Audi Sport Team Joest    | Allan McNish         | 1:48.373 | 2      |
| 3   | LMP1      | #1 Audi Sport Team Joest    | André Lotterer       | 1:48.597 | 3      |
| 4   | LMP1      | #22 JRM                     | Karun Chandhok       | 1:51.003 | 4      |
| 5   | LMP1      | #12 Rebellion Racing        | Neel Jani            | 1:51.019 | 5      |
| 6   | LMP1      | #21 Strakka Racing          | Danny Watts          | 1:51.037 | 6      |
| 7   | LMP1      | #13 Rebellion Racing        | Andrea Belicchi      | 1:51.394 | 7      |
| 8   | LMP1      | #15 OAK Racing              | Bertrand Baguette    | 1:52.172 | 8      |
| 9   | LMP2      | #32 Lotus                   | James Rossiter       | 1:54.132 | 9      |
| 10  | LMP2      | #25 ADR-Delta               | John Martin          | 1:54.301 | 10     |
| 11  | LMP2      | #44 Starworks Motorsport    | Stéphane Sarrazin    | 1:54.350 | 11     |
| 12  | LMP2      | #24 OAK Racing              | Olivier Pla          | 1:54.475 | 12     |
| 13  | LMP2      | #49 Pecom Racing            | Pierre Kaffer        | 1:55.151 | 13     |
| 14  | LMP2      | #31 Lotus                   | Thomas Holzer        | 1:55.195 | 14     |
| 15  | LMP2      | #23 Signatech-Nissan        | Franck Mailleux      | 1:55.687 | 15     |
| 16  | LMP2      | #41 Greaves Motorsport      | Elton Julian         | 1:56.531 | 16     |
| 17  | LMP2      | #26 Signatech-Nissan        | Pierre Ragues        | 1:56.682 | 17     |
| 18  | LMP2      | #29 Gulf Racing Middle East | Fabien Giroix        | 1:57.370 | 18     |
| 19  | LMGTE Pro | #97 Aston Martin Racing     | Darren Turner        | 2:03.721 | 19     |
| 20  | LMGTE Pro | #77 Team Felbermayr-Proton  | Richard Lietz        | 2:04.471 | 20     |
| 21  | LMGTE Pro | #51 AF Corse                | Giancarlo Fisichella | 2:05.387 | 21     |
| 22  | LMGTE Am  | #88 Team Felbermayr-Proton  | Paolo Ruberti        | 2:05.584 | 22     |
| 23  | LMGTE Am  | #61 AF Corse-Waltrip        | Marco Cioci          | 2:05.836 | 23     |
| 24  | LMGTE Pro | #71 AF Corse                | Olivier Beretta      | 2:06.367 | 24     |
| 25  | LMGTE Am  | #50 Larbre Compétition      | Julien Canal         | 2:06.910 | 25     |
| 26  | LMGTE Am  | #55 JWA-Avila               | Joël Camathias       | 2:08.848 | 26     |
| 27  | LMGTE Am  | #70 Larbre Compétition      | Pascal Gibon         | 2:09.155 | 27     |
| 28  | LMGTE Am  | #57 Krohn Racing            | Tracy Krohn          | 2:09.641 | 28     |

## Carrera
Resultados por clase
| Pos. general | Pos. clase | Clase     | N.°  | Escudería               | Pilotos                                              | Automóvil                 | Vueltas | Tiempo/Retirado | Campeonato | Campeonato |
| Pos. general | Pos. clase | Clase     | N.°  | Escudería               | Pilotos                                              | Automóvil                 | Vueltas | Tiempo/Retirado | Pos.       | Puntos     |
| LMP1         | LMP1       | LMP1      | LMP1 | LMP1                    | LMP1                                                 | LMP1                      | LMP1    | LMP1            | LMP1       | LMP1       |
| ------------ | ---------- | --------- | ---- | ----------------------- | ---------------------------------------------------- | ------------------------- | ------- | --------------- | ---------- | ---------- |
| 1            | 1          | LMP1      | 7    | Toyota Racing           | Alexander Wurz Nicolas Lapierre                      | Toyota TS030 Hybrid       | 191     | 6:01:29.292     | 1          | 25         |
| 2            | 2          | LMP1      | 2    | Audi Sport Team Joest   | Tom Kristensen Allan McNish                          | Audi R18 e-tron quattro   | 191     | +58.570         | 2          | 18         |
| 3            | 3          | LMP1      | 1    | Audi Sport Team Joest   | Benoît Tréluyer Marcel Fässler André Lotterer        | Audi R18 e-tron quattro   | 191     | +1:42.814       | 3          | 15         |
| 4            | 4          | LMP1      | 13   | Rebellion Racing        | Congfu Cheng Andrea Belicchi Harold Primat           | Lola B12/60 Coupé-Toyota  | 185     | +6 vueltas      | 4          | 12         |
| 5            | 5          | LMP1      | 22   | JRM                     | David Brabham Karun Chandhok Peter Dumbreck          | HPD ARX-03a-Honda         | 185     | +6 vueltas      | 5          | 10         |
| 6            | 6          | LMP1      | 21   | Strakka Racing          | Nick Leventis Danny Watts Jonny Kane                 | HPD ARX-03a-Honda         | 182     | +9 vueltas      | 6          | 8          |
| 14           | 7          | LMP1      | 15   | OAK Racing              | Bertrand Baguette Dominik Kraihamer Takuma Satō      | OAK Pescarolo 01-Honda    | 174     | +17 vueltas     | 14         | 0.5        |
| Ret          | Ret        | LMP1      | 12   | Rebellion Racing        | Nicolas Prost Neel Jani                              | Lola B12/60 Coupé-Toyota  | 180     | Retirado        | Ret        | Ret        |
| LMP2         |            |           |      |                         |                                                      |                           |         |                 |            |            |
| 7            | 1          | LMP2      | 25   | ADR-Delta               | John Martin Tor Graves Mathias Beche                 | Oreca 03-Nissan           | 180     | 6:02:21.958     | 7          | 6          |
| 8            | 2          | LMP2      | 44   | Starworks Motorsport    | Enzo Potolicchio Ryan Dalziel Stéphane Sarrazin      | HPD ARX-03b-Honda         | 180     | +36.901         | 8          | 4          |
| 9            | 3          | LMP2      | 24   | OAK Racing              | Jacques Nicolet Matthieu Lahaye Olivier Pla          | Morgan-Nissan             | 179     | +1 vuelta       | 9          | 2          |
| 10           | 4          | LMP2      | 49   | PeCom Racing            | Luis Pérez Companc Nicolas Minassian Pierre Kaffer   | Oreca 03-Nissan           | 179     | +1 vuelta       | 10         | 1          |
| 11           | 5          | LMP2      | 23   | Signatech-Nissan        | Franck Mailleux Olivier Lombard Jordan Tresson       | Oreca 03-Nissan           | 178     | +2 vueltas      | 11         | 0.5        |
| 12           | 6          | LMP2      | 31   | Lotus                   | Thomas Holzer Mirco Schultis                         | Lola B12/80 Coupé-Lotus   | 177     | +3 vueltas      | 12         | 0.5        |
| 13           | 7          | LMP2      | 26   | Signatech-Nissan        | Nelson Panciatici Pierre Ragues Roman Rusinov        | Oreca 03-Nissan           | 177     | +3 vueltas      | 13         | 0.5        |
| 15           | 8          | LMP2      | 41   | Greaves Motorsport      | Christian Zugel Ricardo González Elton Julian        | Zytek Z11SN-Nissan        | 171     | +9 vueltas      | 15         | 0.5        |
| Ret          | Ret        | LMP2      | 29   | Gulf Racing Middle East | Fabien Giroix Keiko Ihara Jean-Denis Délétraz        | Lola B12/80 Coupé-Nissan  | 93      | Retirado        | Ret        | Ret        |
| Ret          | Ret        | LMP2      | 32   | Lotus                   | Jan Charouz James Rossiter Kevin Weeda               | Lola B12/80 Coupé-Lotus   | 78      | Retirado        | Ret        | Ret        |
| LMGTE Pro    |            |           |      |                         |                                                      |                           |         |                 |            |            |
| Pos. general | Pos. clase | Clase     | N.°  | Escudería               | Pilotos                                              | Automóvil                 | Vueltas | Tiempo/Retirado | Campeonato | Campeonato |
| Pos. general | Pos. clase | Clase     | N.°  | Escudería               | Pilotos                                              | Automóvil                 | Vueltas | Tiempo/Retirado | Pos.       | Puntos     |
| 16           | 1          | LMGTE Pro | 97   | Aston Martin Racing     | Stefan Mücke Darren Turner                           | Aston Martin Vantage V8   | 169     | 6:02:42.857     | 16         | 0.5        |
| 17           | 2          | LMGTE Pro | 77   | Team Felbermayr-Proton  | Marc Lieb Richard Lietz                              | Porsche 911 RSR (997)     | 169     | +52.868         | 17         | 0.5        |
| 18           | 3          | LMGTE Pro | 71   | AF Corse                | Andrea Bertolini Olivier Beretta                     | Ferrari F458 Italia       | 168     | +1 vuelta       | 18         | 0.5        |
| Ret          | Ret        | LMGTE Pro | 51   | AF Corse                | Giancarlo Fisichella Gianmaria Bruni                 | Ferrari F458 Italia       | 144     | Retirado        | Ret        | Ret        |
| LMGTE Am     |            |           |      |                         |                                                      |                           |         |                 |            |            |
| 19           | 1          | LMGTE Am  | 50   | Larbre Compétition      | Patrick Bornhauser Julien Canal Pedro Lamy           | Chevrolet Corvette C6-ZR1 | 166     | 6:03:19.573     | 19         | 0.5        |
| 20           | 2          | LMGTE Am  | 88   | Team Felbermayr-Proton  | Christian Ried Gianluca Roda Paolo Ruberti           | Porsche 911 RSR (997)     | 165     | +1 vuelta       | 20         | 0.5        |
| 21           | 3          | LMGTE Am  | 57   | Krohn Racing            | Tracy Krohn Niclas Jönsson Michele Rugolo            | Ferrari F458 Italia       | 164     | +2 vueltas      | 21         | 0.5        |
| 22           | 4          | LMGTE Am  | 61   | AF Corse-Waltrip        | Robert Kauffman Rui Águas Marco Cioci                | Ferrari F458 Italia       | 164     | +2 vueltas      | 22         | 0.5        |
| 23           | 5          | LMGTE Am  | 70   | Larbre Compétition      | Jean-Philippe Belloc Christophe Bourret Pascal Gibon | Chevrolet Corvette C6-ZR1 | 163     | +3 vueltas      | 23         | 0.5        |
| 24           | 6          | LMGTE Am  | 55   | JWA-Avila               | Joël Camathias Matt Bell Paul Daniels                | Porsche 911 RSR (997)     | 152     | +14 vueltas     | 24         | 0.5        |

Fuentes: FIA WEC.